# Anville, Charente

Anville este o comună în departamentul Charente, Franța. În 1 ianuarie 2018 avea o populație de 210 de locuitori.